# Beroe cucumis
Beroe cucumis är en kammanetart som beskrevs av Fabricius 1780. Beroe cucumis ingår i släktet Beroe, och familjen Beroidae. Det är osäkert om arten förekommer i Sverige. Inga underarter finns listade i Catalogue of Life.